# Čeněk Pícha
Čeněk Pícha (17. května 1921 České Budějovice – 15. dubna 1984 České Budějovice) byl československý hokejový útočník (levé křídlo), který celou svoji kariéru spojil v nejvyšší československé hokejové lize s týmem AC Stadion České Budějovice. Reprezentoval Československo sice pouze na jednom mistrovství světa, ale mohl se pyšnit světovým i evropským titulem. Vyučený litograf. V roce 2021 byl uveden do Síně slávy českého hokeje.

## Hráčská kariéra
Jak v té době bylo poměrně časté, Pícha se věnoval více druhům sportů. Patřil mezi velice všestranné sportovce – co dělal, to mu šlo, byl vynikajícím fotbalistou, hrál dokonce druhou ligu za Meteor České Budějovice, z dalších sportů dle historických pramenů vynikal v plavání, vodním pólu, házené, atletice, jízdě na kánoi, sjezdovém lyžování. Díky kamarádovi Romanovi Charyparovi zakotvil ale u ledního hokeje, kterému byl věrný po celý život. Jeho prvoligová hokejová kariéra byla spjata pouze s AC Stadion České Budějovice, kde odehrál první ligový zápas již v 16 letech. Týmu zůstal věrný plných 21 let, z toho 15 sezón v nejvyšší soutěži.
V reprezentaci odehrál 19 zápasů, ve kterých vstřelil 5 gólů.
- Nejlepší střelec československé hokejové ligy – v roce 1951

## Trenérská kariéra
Po skončení aktivní kariéry se ještě plných deset let věnoval B-týmu juniorů českobudějovického Slavoje. Z důvodu astmatických potíží nemohl pracovat v původní profesi – práci v tiskárně. Proto přijal možnost se vrátit k ledu, následně tedy pracoval jako správce a později ledmistr českobudějovického zimního stadionu.